# Gerion
Gerion (także Geryon lub Geryones, gr. Γηρυών Gēryṓn lub Γηρυóνης Gēryónēs, łac. Geryon lub Geryones) – w mitologii greckiej syn Chrysaora i Kallirroe, córki tytana Okeanosa. Był królem Tartessos w Hiszpanii lub – według innej wersji – mieszkał na wyspie o nazwie Erytea. Postać o trzech głowach, sześciu rękach i nogach oraz trzech zrośniętych tułowiach. Właściciel stada złożonego ze zwierząt o czerwonej maści. Miał potwornego psa pasterskiego Ortrosa (brata Cerbera), a także pasterza-giganta o imieniu Eurytion. Zginął zabity przez Heraklesa, gdy ten wykonywał dziesiątą ze swoich dwunastu prac.